# Distintivo per combattimenti ravvicinati
il distintivo per combattimenti ravvicinati (in tedesco Nahkampfspange), è stato un distintivo onorifico della Germania Nazista, istituito il 25 novembre 1942, assegnato per importanti atti di valore nei combattimenti ravvicinati ai militari della Wehrmacht durante la seconda guerra mondiale.

## Versioni

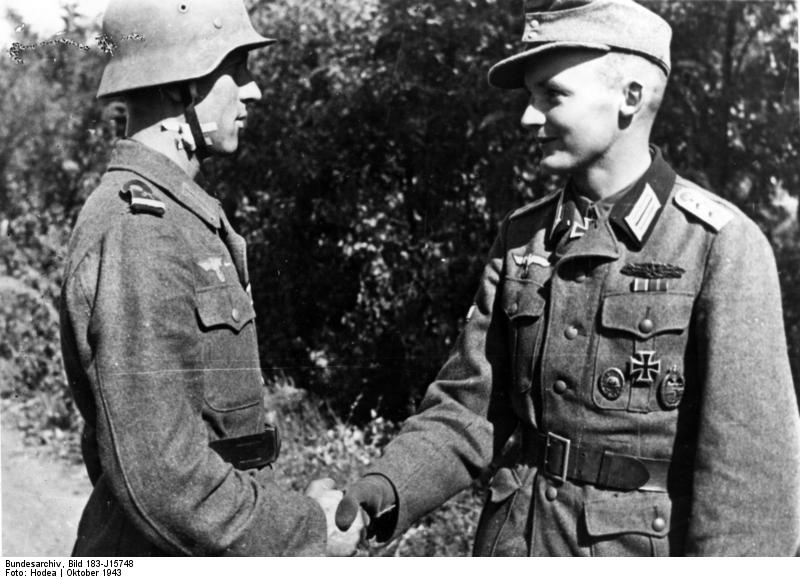
Un soldato tedesco, a destra, saluta un compagno mentre indossa il distintivo.

Il premio è stato organizzato in tre classi per il conferimento: bronzo, per 15 atti di valore in combattimento ravvicinato, argento per 25 azioni ravvicinate e oro per 50 fatti d'arme.
La classe d'oro è stata spesso considerata di valore superiore persino rispetto alla Croce di Cavaliere della Croce di Ferro da quanto era difficile riuscire ad ottenerla, tant'è che veniva conferita solitamente dagli alti ranghi del Reich come Himmler o Hitler stesso.

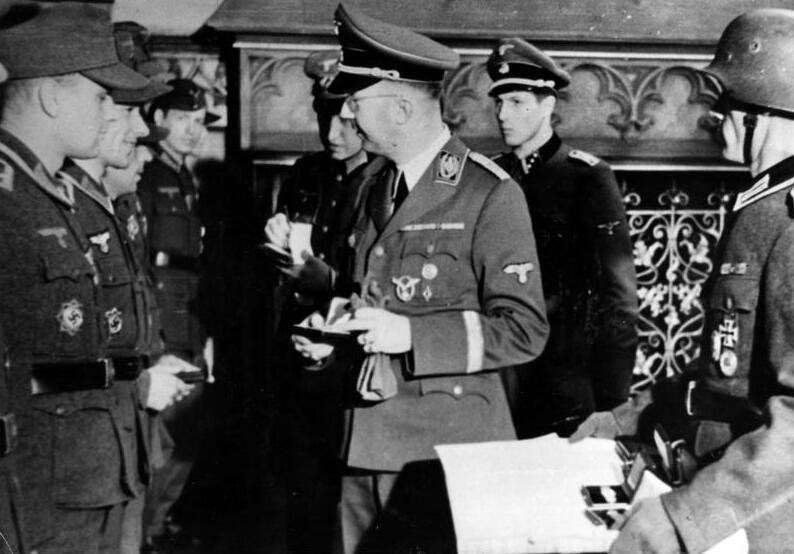
Heinrich Himmler mentre conferisce alcune classi d'oro dell'onorificenza a dei soldati tedeschi

Nel 1944, data l'impellente crescita di bisogno di conferimento per il corpo militare, si creò una onorificenza speciale per la Luftwaffe, che non differiva però con questa se non nell'aspetto della medaglia.
Ai sensi della legge sui titoli, ordini e decorazioni del 26 luglio 1957 promulgata dalla Repubblica Federale di Germania la decorazione può essere utilizzata, qualora conferita, sotto rimozione del simbolo nazista dal distintivo.

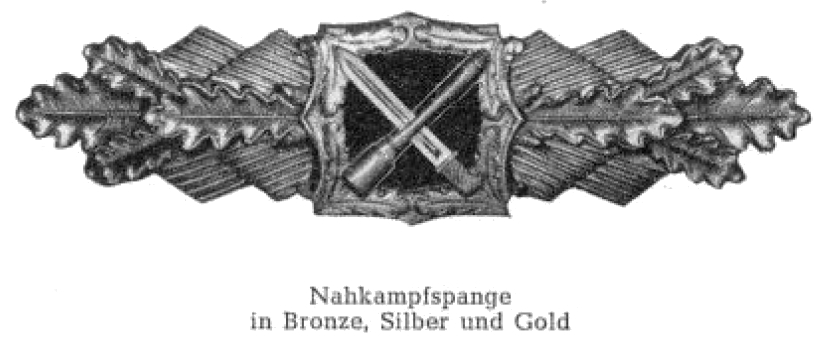
versione in bronzo denazificata

## Descrizione

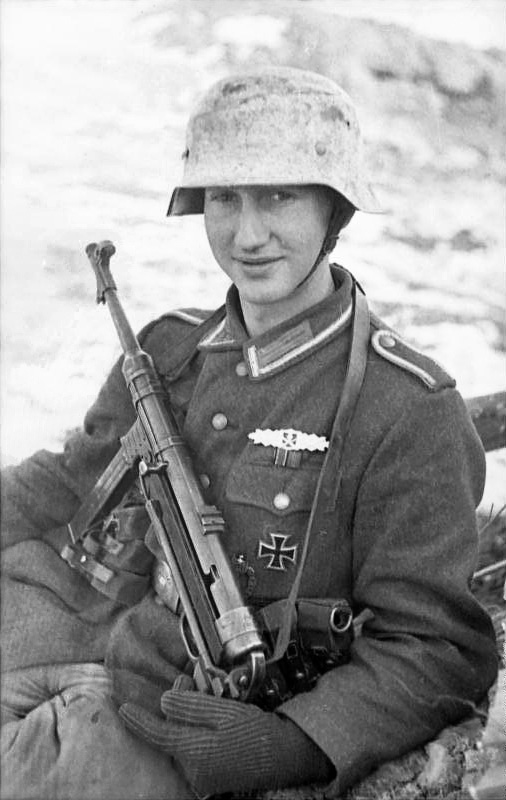
soldato tedesco che indossa correttamente il distintivo sopra il taschino sinistro dell'uniforme.

L'aspetto è caratterizzato da un motivo centrale di fronde di quercia ospitante l'emblema nazionale dell'aquila nazista che sormonta una baionetta ed una stielhandgranate 24 incrociate fra loro.
Il premio veniva indossato sopra il taschino sinistro della divisa.